# Byron Webster
Byron Webster (* 31. března 1987) je anglický fotbalový obránce momentálně hrající nižší anglickou ligu za Yeovil Town FC.

## Kariéra
S fotbalem začínal ve velkoklubu Leeds United a poté přestoupil do York City FC. Do svého týmu si ho v létě 2007 vyhlédlo vedení FK SIAD Most, do kterého Byron nakonec přestoupil. V zimě 2009 byl na testech ve skotském týmu Motherwell FC, kde uspěl, ale sezónu dokončil v dresu Baníku Most. V létě 2009 angažoval talentovaného stopera klub hrající druhou nejvyšší anglickou soutěž Doncaster Rovers FC.